# Afghanoleon flavomaculatus
Afghanoleon flavomaculatus är en insektsart som beskrevs av Hölzel 1972. Afghanoleon flavomaculatus ingår i släktet Afghanoleon och familjen myrlejonsländor. Inga underarter finns listade i Catalogue of Life.